# Alfred Gilbert
Alfred Carlton Gilbert (ur. 13 lutego 1884 w Salem, zm. 24 stycznia 1961 w Bostonie) – amerykański wynalazca i przedsiębiorca, mistrz olimpijski z Londynu z 1908.

## Młodość i osiągnięcia sportowe
Gilbert rozpoczął studia na Pacific University w Forest Grove w Oregonie, zaś w 1902 przeniósł się na Uniwersytet Yale. Jako student odniósł liczne sukcesy sportowe w gimnastyce i zapasach, ale na igrzyskach olimpijskich w 1908 wystąpił w skoku o tyczce i zdobył złoty medal ex aequo z innym Amerykaninem, Edwardem Cookiem. Ponieważ konkurs się przedłużał, ze względu na dramatyczne okoliczności towarzyszące zakończeniu biegu maratońskiego przez Doranda Pietriego, sędziowie podjęli decyzję o nieprzeprowadzeniu dogrywki i przyznali dwa złote i trzy brązowe medale. Gilbert był również krótkotrwałym rekordzistą świata w skoku o tyczce (3,86 m w czerwcu 1908).

## Kariera przedsiębiorcy

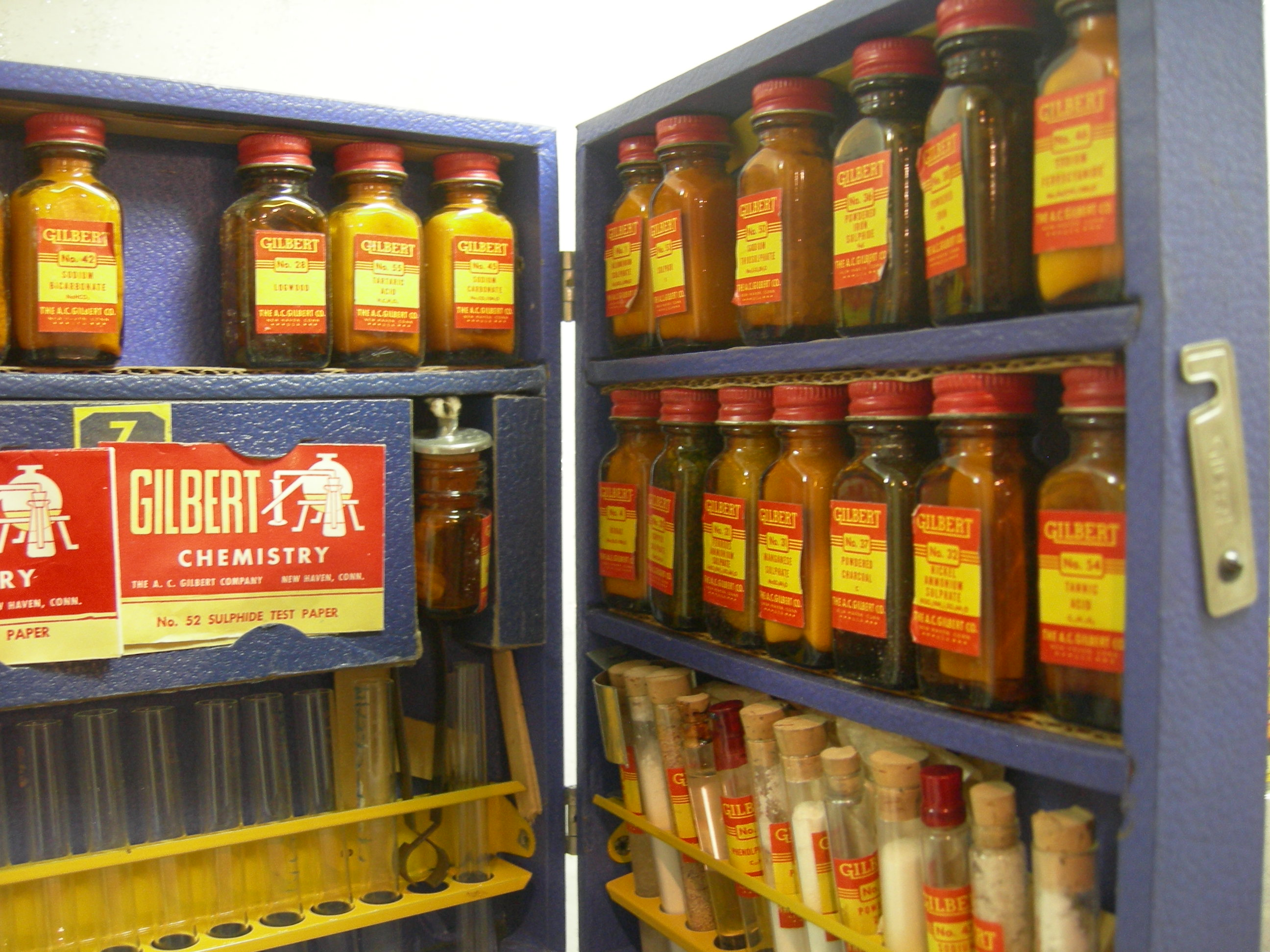
Zestaw chemiczny produkowany przez Gilberta

Chociaż Gilbert uzyskał na Uniwersytecie Yale dyplom z medycyny, nie praktykował jako lekarz. W 1909 założył przedsiębiorstwo produkujące akcesoria iluzjonistyczne (dorabiał jako iluzjonista w czasie studiów). Później przedsiębiorstwo to pod nazwą "A. C. Gilbert Company" stało się (przez pewien czas) największą na świecie fabryką zabawek. W 1913 Gilbert wynalazł "Erector Set", zabawkę będąca zestawem konstrukcyjnym składającym się z metalowych płaskowników z otworami na nity, śruby itp. oraz dodatkowych akcesoriów. W 1918, kiedy Stany Zjednoczone przystępowały do I wojny światowej, a Rada Obrony Narodowej rozważała wprowadzenie zakazu produkcji zabawek, Gilbert skutecznie się temu przeciwstawił, za co prasa ochrzciła go przydomkiem „człowieka, który ocalił święta Bożego Narodzenia”.
Do 1935 przedsiębiorstwa Gilberta sprzedała ponad 30 milionów zestawów zabawek, w tym również zestawy chemiczne i mikroskopowe. Gilbert uzyskał ponad 150 patentów na swoje wyroby. W 1938 uzyskał prawa do przedsiębiorstwa American Flyer produkującego miniaturki pociągów. Zmienił wówczas ich wzory, by modele wyglądały bardziej realistycznie.
Gilbert odszedł na emeryturę w 1954, przekazując prowadzenie przedsiębiorstwa synowi. Na cześć wynalazcy muzeum dla dzieci w Salem nazwano A.C. Gilbert’s Discovery Village.